# Hoa hậu Trái Đất 2012
Hoa hậu Trái Đất 2012 là cuộc thi Hoa hậu Trái Đất lần thứ 12, được tổ chức ngày 24 tháng 11 năm 2012 tại Versailles Palace, Muntinlupa, Philippines. Ban đầu, cuộc thi dự định diễn ra ở Bali, Indonesia nhưng sau đó lại chuyển về Philippines không rõ lý do. Đêm chung kết năm nay có một điều đặc biệt là toàn bộ các phần thi đều được tổ chức ở ngoài trời,  bên cạnh một bể bơi lộng gió. Hoa hậu Trái Đất 2011 Olga Álava đến từ Ecuador đã trao vương miện cho Tereza Fajksová đến từ Cộng hòa Séc. Chủ đề năm nay của cuộc thi là "International Year of Sustainable Energy for all" (tạm dịch: "Năm quốc tế về năng lượng bền vững"). Tereza Fajksová là đại diện đầu tiên  của Cộng hòa Séc lên ngôi và trở thành cô gái thứ hai có mái tóc vàng đăng quang tại cuộc thi sau chiến thắng của Catharina Svensson vào năm 2001. Cô đồng thời là Hoa hậu Trái Đất Châu Âu đầu tiên sau 10 năm, lần cuối cùng là khi Džejla Glavović đến từ Bosna và Hercegovina, người đã giành chiến thắng vào năm 2002 (nhưng sau đó cô bị tước vương miện). 80 thí sinh đại diện cho các quốc gia và vùng lãnh thổ tham dự cuộc thi. Năm nay là một năm đáng buồn của Hoa hậu Trái Đất vì có quá nhiều bê bối quanh cuộc thi và chuyên trang sắc đẹp Global Beauties đã quyết định sẽ loại cuộc thi ra khỏi hệ thống Miss Grand Slam.

## Xếp hạng

### Kết quả chung cuộc
| Kết quả cuối cùng           | Thí sinh |
| --------------------------- | --- |
| Hoa hậu Trái Đất 2012       | - Cộng hòa Séc – Tereza Fajksová |
| Hoa hậu Không khí (Á hậu 1) | - Philippines – Stephany Stefanowitz |
| Hoa hậu Nước (Á hậu 2)      | - Venezuela – Osmariel Villalobos |
| Hoa hậu Lửa (Á hậu 3)       | - Brazil – Camila Brant |
| Top 8                       | - Nepal – Nagma Shrestha - Nga – Natalia Pereverzeva - Nam Phi – Tamerin Jardine - Hoa Kỳ – Siria Bojorquez |
| Top 16                      | - Costa Rica – Fabiana Granados - Đức – Nel-Linda Zublewitz - Ý – Giulia Capuani - Nhật Bản – Megumi Noda - Hàn Quốc – Kim Sa-ra - Mexico – Paola Aguilar Concha - Ba Lan – Justyna Rajczyk - Scotland – Sara Pender |

### Các giải thưởng đặc biệt

#### Giải thưởng của cuộc thi
| Giải thưởng                 | Quốc gia  | Thí sinh                 |
| --------------------------- | --------- | ------------------------ |
| Trang phục dạ hội đẹp nhất  | Nam Phi   | Tamerin Jardine          |
| Trình diễn áo tắm đẹp nhất  | Ấn Độ     | Prachi Mishra            |
| Hoa hậu Ảnh                 | Venezuela | Osmariel Villalobos      |
| Hoa hậu Thân thiện          | Ấn Độ     | Prachi Mishra            |
| Trang phục dân tộc đẹp nhất | Thái Lan  | Waratthaya Wongchayaporn |

#### Giải thưởng của nhà tài trợ
| Giải thưởng                  | Thí sinh                                      |
| ---------------------------- | --------------------------------------------- |
| Hoa hậu Pontefino            | Hà Lan – Shauny Bult                          |
| Trang phục dạo biển đẹp nhất | Venezuela – Osmariel Villalobos               |
| Trang phục dạo biển đẹp nhất | Ấn Độ – Prachi Mishra                         |
| Trang phục dạo biển đẹp nhất | Puerto Rico – Darla Pacheco                   |
| Hoa hậu Hamilo Coast         | Paraguay – Alexandra Fretes                   |
| Miss Golden Sunset           | Venezuela – Osmariel Villalobos               |
| Gandang Ricky Reyes Award    | Tây Ban Nha – Nathalia Moreira                |
| Hoa hậu Enchanted Kindness   | Úc – Jenna Seymour                            |
| Hoa hậu MyPhone              | Thái Lan – Waratthaya Wongchayaporn           |
| Hoa hậu MyPhone              | Ấn Độ – Prachi Mishra                         |
| Hoa hậu MyPhone              | Philippines – Stephany Stefanowitz            |
| Hoa hậu Ever Bilena          | Thái Lan (hai lần) – Waratthaya Wongchayaporn |
| Hoa hậu Ever Bilena          | Guatemala – Stefany Miranda                   |
| Hoa hậu Ever Bilena          | Tây Ban Nha – Nathalia Moreira                |
| Hoa hậu Ever Bilena          | Venezuela – Osmariel Villalobos               |
| Hoa hậu Ever Bilena          | Costa Rica – Fabiana Granados                 |
| Hoa hậu Advance              | Nga – Natalia Pereverzeva                     |
| Hoa hậu Careline             | Cộng hòa Dominican – Rocio Castellanos        |
| Hoa hậu Pink Water           | Moldova – Aliona Chitoroaga                   |
| Miss Earth El Masfino        | Đức – Nel-Linda Zublewitz                     |
| Miss Earth Royal Northwoods  | Argentina – Tatiana Bischof                   |
| Miss Earth Pacific Mall      | Thái Lan – Waratthaya Wongchayaporn           |
| Miss Bicol Shirts            | Cộng hòa Dominican – Rocio Castellanos        |
| Miss Metro Gaisano           | Nga – Natalia Pereverzeva                     |
| Miss Pagudpud                | Thụy Điển – Camilla Hansson                   |
| Miss Hannah's Beach Resort   | Venezuela – Osmariel Villalobos               |
| Miss Hannah's Formal Wear    | Nepal - Nagma Shrestha                        |
| Miss Advance Placenta        | Ấn Độ – Prachi Mishra                         |
| Miss Psalmstre Placenta      | Thái Lan – Waratthaya Wongchayaporn           |
| Miss HP                      | Nam Phi – Tamerin Jardine                     |
| Miss Kaolin Sea              | Cộng hòa Séc – Tereza Fajksová                |
| Miss Spontaneity             | Bolivia – Dayana Dorado                       |

### Bảng huy chương
| Quốc gia/Lãnh thổ    | Thí sinh                 | Vàng | Bạc | Đồng | Tổng |
| -------------------- | ------------------------ | ---- | --- | ---- | ---- |
| Nam Phi              | Tamerin Jardine          | 4    | 2   | 2    | 8    |
| Ấn Độ                | Prachi Mishra            | 3    | 3   | 2    | 8    |
| Hoa Kỳ               | Siria Bojorquez          | 0    | 3   | 1    | 4    |
| Philippines          | Stephany Stefanowitz     | 1    | 1   | 2    | 4    |
| Wales                | Zoë Kinsella             | 1    | 0   | 2    | 3    |
| Pakistan             | Zanib Naveed             | 0    | 1   | 0    | 1    |
| Quần đảo Cook        | Teuira Napa              | 0    | 0   | 1    | 1    |
| Hà Lan               | Shauny Bult              | 0    | 1   | 1    | 2    |
| Nepal                | Nagma Shrestha           | 0    | 2   | 0    | 2    |
| Đan Mạch             | Belinda Jensen           | 0    | 0   | 1    | 0    |
| Quần đảo Virgin (Mỹ) | Carolyn Whitney Carter   | 1    | 1   | 1    | 3    |
| Canada               | Valerie Remillard        | 1    | 0   | 0    | 1    |
| Bỉ                   | Madina Hamidi            | 2    | 1   | 0    | 3    |
| Úc                   | Jenna Seymour            | 1    | 0   | 2    | 3    |
| Cộng hòa Dominican   | Rocio Castellanos        | 1    | 1   | 1    | 3    |
| Tây Ban Nha          | Nathalia Moreira         | 0    | 1   | 1    | 2    |
| Nga                  | Natalia Pereverzeva      | 1    | 0   | 1    | 2    |
| Thổ Nhĩ Kỳ           | İlknur Melis Durası      | 3    | 2   | 1    | 6    |
| Fiji                 | Esther Foss              | 1    | 0   | 0    | 1    |
| Argentina            | Tatiana Bischof          | 0    | 1   | 1    | 2    |
| Anh                  | Zahida Begum             | 1    | 0   | 0    | 1    |
| Cộng hòa Séc         | Tereza Fajksová          | 0    | 3   | 1    | 4    |
| Thái Lan             | Waratthaya Wongchayaporn | 1    | 3   | 1    | 5    |
| Puerto Rico          | Darla Pacheco            | 4    | 0   | 0    | 4    |
| New Zealand          | Gloria Ofa Blake         | 0    | 1   | 1    | 2    |
| Botswana             | Lorraine Ditsebe         | 0    | 1   | 1    | 2    |
| Đức                  | Nel-Linda Zublewitz      | 3    | 1   | 0    | 4    |
| Moldova              | Aliona Chitoroaga        | 0    | 1   | 2    | 3    |
| Honduras             | Odily Alvarenga          | 0    | 0   | 2    | 2    |
| Guam                 | Sarah Filush             | 1    | 0   | 0    | 1    |
| Ý                    | Giulia Capuani           | 1    | 1   | 0    | 2    |
| Singapore            | Phoebe Tan               | 0    | 0   | 2    | 2    |
| Belize               | Jessel Lauriano          | 1    | 0   | 0    | 1    |
| Áo                   | Sandra Seidl             | 0    | 1   | 0    | 1    |
| Bosna và Hercegovina | Zerina Sirbegovic        | 1    | 1   | 0    | 2    |
| Slovakia             | Martina Grešová          | 0    | 0   | 1    | 1    |
| Mông Cổ              | Battsetseg Turbat        | 0    | 0   | 1    | 1    |
| Venezuela            | Osmariel Villalobos      | 3    | 0   | 0    | 3    |
| Costa Rica           | Fabiana Granados         | 0    | 0   | 2    | 2    |
| Nam Sudan            | Rachel Angeth            | 0    | 1   | 0    | 1    |
| Ukraine              | Ievgeniia Prokopenko     | 0    | 0   | 1    | 1    |
| Trung Hoa Đài Bắc    | Jen-Ling Lu              | 0    | 1   | 1    | 2    |
| Guadeloupe           | Sherina van der Koelen   | 0    | 1   | 0    | 1    |
| Malaysia             | Deviyah Daranee          | 1    | 0   | 1    | 2    |
| Malta                | Yasmin Falzon            | 0    | 1   | 0    | 1    |
| Paraguay             | Alexandra Fretes         | 2    | 0   | 0    | 2    |
| Na Uy                | Nina Fjalestad           | 0    | 2   | 1    | 3    |
| Hàn Quốc             | Kim Sa-ra                | 0    | 2   | 1    | 3    |
| Ecuador              | Tatiana Torres           | 1    | 0   | 0    | 1    |
| Nicaragua            | Braxis Alvarez           | 0    | 1   | 1    | 2    |
| Thụy Sĩ              | Lea Sara Wittwer         | 0    | 0   | 1    | 1    |
| Trinidad và Tobago   | Amryl Nurse              | 0    | 1   | 0    | 1    |
| Thụy Điển            | Camilla Hansson          | 0    | 0   | 1    | 1    |
| Guatemala            | Stefany Miranda          | 1    | 0   | 1    | 2    |
| Colombia             | Cindy Kohn-Cybulkiewicz  | 1    | 0   | 0    | 1    |

### Các phần thi

#### M.E. Trivia Challenge
| Kết quả                                        | Thí sinh                             |
| Robinsons Place Dasmariñas, Cavite             | Robinsons Place Dasmariñas, Cavite   |
| ---------------------------------------------- | ------------------------------------ |
| 1                                              | - Nam Phi – Tamerin Jardine          |
| 2                                              | - Hoa Kỳ – Siria Bojorquez           |
| 3                                              | - Philippines – Stephany Stefanowitz |
| Robinsons Pioneer Forum Edsa, Mandaluyong City |                                      |
| 1                                              | - Wales – Zoë Kinsella               |
| 2                                              | - Pakistan – Zanib Naveed            |
| 3                                              | - Ấn Độ – Prachi Mishra              |

#### Walk with M.E.
Phần thi "Walk with Miss Earth Campaign" được tổ chức vào: ngày 4, 6, 7 và 8 tháng 11 năm 2012.
| Kết quả         | Thí sinh                                                                    |
| Luneta Park     | Luneta Park                                                                 |
| --------------- | --------------------------------------------------------------------------- |
| 1               | - Nam Phi – Tamerin Jardine                                                 |
| 2               | - Hà Lan – Shauny Bult - Nepal – Nagma Shrestha                             |
| 3               | - Đan Mạch – Belinda Jensen - Quần đảo Virgin (Mỹ) – Carolyn Whitney Carter |
| SM North EDSA   |                                                                             |
| 1               | - Canada – Valerie Remillard                                                |
| 2               | - Bỉ – Madina Hamidi                                                        |
| 3               | - Úc – Jenna Seymour                                                        |
| SM Mall of Asia |                                                                             |
| 1               | - Cộng hòa Dominican – Rocio Castellanos                                    |
| 2               | - Tây Ban Nha – Nathalia Moreira                                            |
| 3               | - Nga – Natalia Pereverzeva                                                 |

#### Chiến dịch trường học
Phần thi "Chiến dịch trường học" được tổ chức ngày 5 và 8 tháng 11 năm 2012. The following candidates were chosen as the "Best School Tour Teachers".

| Kết quả                                      | Thí sinh                            |
| Binangonan Elementary School, Rizal          | Binangonan Elementary School, Rizal |
| -------------------------------------------- | ----------------------------------- |
| 1                                            | - Ấn Độ – Prachi Mishra             |
| 2                                            | - Thổ Nhĩ Kỳ – İlknur Melis Durası  |
| 3                                            | - Hà Lan – Shauny Bult              |
| Ilaya and P. Jarin Elementary Schools, Rizal |                                     |
| 1                                            | - Fiji – Esther Foss                |
| 2                                            | - Argentina – Tatiana Bischof       |
| 3                                            | - Wales – Zoë Kinsella              |

#### Dolphins Love Freedom Mural Painting Challenge
The "Dolphins Love Freedom Mural Painting Challenge" was held on ngày 5 tháng 11 năm 2012 at the Asian Center, Katipunan in Quezon City, Philippines.
| Kết quả | Thí sinh                                  |
| Group 1 | Group 1                                   |
| ------- | ----------------------------------------- |
| 1       | - Anh – Zahida Begum                      |
| 2       | - Cộng hòa Séc – Tereza Fajksová          |
| 3       | - Cộng hòa Tự trị Krym – Liudmyla Kuzmina |
| Group 2 |                                           |
| 1       | - Thổ Nhĩ Kỳ – İlknur Melis Durası        |
| 2       | - Nepal – Nagma Shrestha                  |
| 3       | - Úc – Jane Seymour                       |

#### Press Presentation
| Kết quả | Thí sinh                             |
| ------- | ------------------------------------ |
| 1       | - Philippines – Stephany Stefanowitz |
| 2       | - Ấn Độ – Prachi Mishra              |
| 3       | - Hoa Kỳ – Siria Bojorquez           |

#### Liter of Light Project Campaign
| Kết quả | Contestant                       |
| Nhóm 1  | Nhóm 1                           |
| ------- | -------------------------------- |
| 1       | - Puerto Rico – Darla Pacheco    |
| 2       | - New Zealand – Gloria Ofa Blake |
| 3       | - Botswana – Lorraine Ditsebe    |
| Nhóm 3  |                                  |
| 1       | - Đức – Nel-Linda Zublewitz      |
| 2       | - Moldova – Aliona Chitoroaga    |
| 3       | - Honduras – Odily Alvarenga     |

#### Hội thảo về môi trường
Các thí sinh dưới đây được giải "Tham gia tích cực nhất":
| Kết quả | Thí sinh                         |
| ------- | -------------------------------- |
| 1       | - Nam Phi – Tamerin Jardine      |
| 2       | - Hoa Kỳ – Siria Bojorquez       |
| 3       | - New Zealand – Gloria Ofa Blake |

Ở cùng sự kiện, các thí sinh sau đoạt giải "Most Sociable":
| Kết quả | Contestant               |
| ------- | ------------------------ |
| 1       | - Guam – Sarah Filush    |
| 2       | - Ý – Giulia Capuani     |
| 3       | - Singapore – Phoebe Tan |

#### M.E. Greenbag Challenge
The Miss Earth Greenbag Challenge was held at the Mall of Asia in Pasay City, Philippines on ngày 8 tháng 11 năm 2012. The activity promotes the use of reusable bags. The following groups of candidates emerged as winners:
| Kết quả | Thí sinh                                                                                     |
| ------- | -------------------------------------------------------------------------------------------- |
| 1       | - Úc – Jenna Seymour - Bỉ – Madina Hamidi - Belize – Jessel Lauriano                         |
| 2       | - Áo – Sandra Seidl - Bosna và Hercegovina – Zerina Sirbegovic - Botswana – Lorraine Ditsebe |
| 3       | - Singapore – Phoebe Tan - Slovakia – Martina Grešová - Nam Phi – Tamerin Jardine            |

#### Phần thi trang phục Resots
| Kết quả                       | Thí sinh                              |
| Lingayen, Pangasinan (Nhóm 1) | Lingayen, Pangasinan (Nhóm 1)         |
| ----------------------------- | ------------------------------------- |
| 1                             | - Puerto Rico – Darla Pacheco         |
| 2                             | - Cộng hòa Séc – Tereza Fajksová      |
| 3                             | - Mông Cổ – Battsetseg Turbat         |
| Pontefino Hotel (Nhóm 2)      |                                       |
| 1                             | - Venezuela – Osmariel Villalobos     |
| 2                             | - Thổ Nhĩ Kỳ – İlknur Melis Durası    |
| 3                             | - Ấn Độ – Prachi Mishra               |
| Legazpi City, Albay (Nhóm 3)  |                                       |
| 1                             | - Đức – Nel-Linda Zublewitz           |
| 2                             | - Wales – Zoë Kinsella                |
| 3                             | - Thái Lan – Waratthaya Wongchayaporn |

#### M.E. Eco-Ambassadress
The following contestants were chosen as Eco-Ambassadress:
| Kết quả                             | Thí sinh                            |
| Hamilo Coast, Pico de Loro (Nhóm 3) | Hamilo Coast, Pico de Loro (Nhóm 3) |
| ----------------------------------- | ----------------------------------- |
| 1                                   | - Đức – Nel-Linda Zublewitz         |
| 2                                   | - Nam Sudan – Rachel Angeth         |
| 3                                   | - Ukraine – Ievgeniia Prokopenko    |

#### Phần thi tài năng
| Kết quả                                       | Thí sinh                               |
| Robinsons Starmills, Pampanga (Nhóm 1)        | Robinsons Starmills, Pampanga (Nhóm 1) |
| --------------------------------------------- | -------------------------------------- |
| 1                                             | - Puerto Rico – Darla Pacheco          |
| 2                                             | - Nam Phi – Tamerin Jardine            |
| 3                                             | - Trung Hoa Đài Bắc – Jen-Ling Lu      |
| Enchanted Kingdom, Sta. Rosa, Laguna (Nhóm 2) |                                        |
| 1                                             | - Thổ Nhĩ Kỳ – İlknur Melis Durası     |
| 2                                             | - Guadeloupe – Sherina van der Koelen  |
| 3                                             | - Tây Ban Nha – Nathalia Moreira       |
| Dilinger's Bar, Makati City (Nhóm 3)          |                                        |
| 1                                             | - Malaysia – Deviyah Daranee           |
| 2                                             | - Malta – Yasmin Falzon                |
| 3                                             | - Honduras – Odily Alvarenga           |

#### M.E. Sponsored Swimsuit Parade
The "Miss Earth 2012 Sponsored Swimsuit Parade" was held on ngày 9 tháng 11 năm 2012. The winners are:
| Kết quả                             | Thí sinh                                 |
| Hamilo Coast, Pico de Loro (Nhóm 3) | Hamilo Coast, Pico de Loro (Nhóm 3)      |
| ----------------------------------- | ---------------------------------------- |
| 1                                   | - Paraguay – Alexandra Fretes            |
| 2                                   | - Na Uy – Nina Fjalestad                 |
| 3                                   | - Cộng hòa Dominican – Rocio Castellanos |

#### Phần thi áo tắm
Phần thi diễn ra vào ngày 10 và 14 tháng 11 năm 2012.:
| Kết quả                                            | Thí sinh                               |
| Puerto Princesa City, Palawan (Nhóm 1)             | Puerto Princesa City, Palawan (Nhóm 1) |
| -------------------------------------------------- | -------------------------------------- |
| 1                                                  | - Puerto Rico – Darla Pacheco          |
| 2                                                  | - Philippines – Stephany Stefanowitz   |
| 3                                                  | - Nam Phi – Tamerin Jardine            |
| Golden Sunset Resort, Calatagan, Batangas (Nhóm 2) |                                        |
| 1                                                  | - Ấn Độ – Prachi Mishra                |
| 2                                                  | - Venezuela – Osmariel Villalobos      |
| 3                                                  | - Hoa Kỳ – Siria Bojorquez             |
| Northwoods, Bulacan (Nhóm 3)                       |                                        |
| 1                                                  | - Paraguay – Alexandra Fretes          |
| 2                                                  | - Na Uy – Nina Fjalestad               |
| 3                                                  | - Argentina – Tatiana Bischof          |

#### Most Fun Beauty
| Kết quả | Thí sinh                     |
| Nhóm 2  | Nhóm 2                       |
| ------- | ---------------------------- |
| 1       | - Ecuador – Tatiana Torres   |
| 2       | - Nicaragua – Braxis Alvarez |
| 3       | - Thụy Sĩ – Lea Sara Wittwer |

#### TRESemmé Hair Challenge
| Kết quả | Thí sinh                           |
| Nhóm 2  | Nhóm 2                             |
| ------- | ---------------------------------- |
| 1       | - Bỉ – Madina Hamidi               |
| 2       | - Hàn Quốc – Sa-ra Kim             |
| 3       | - Thổ Nhĩ Kỳ – İlknur Melis Durası |

#### Ever Bilena Make-up Challenge
| Kết quả | Thí sinh                                 |
| Nhóm 3  | Nhóm 3                                   |
| ------- | ---------------------------------------- |
| 1       | - Nga – Natalia Pereverzeva              |
| 2       | - Cộng hòa Dominican – Rocio Castellanos |
| 3       | - Moldova – Aliona Chitoroaga            |

#### Phần thi từ thiện
| Kết quả            | Thí sinh                                   |
| Childhaus (Nhóm 1) | Childhaus (Nhóm 1)                         |
| ------------------ | ------------------------------------------ |
| 1                  | - Bosna và Hercegovina – Zerina Sirbegovic |
| 2                  | - Trinidad và Tobago – Amryl Nurse         |
| 3                  | - Nicaragua – Braxis Alvarez               |

#### Phần thi trang phục dạ hội
| Kết quả                          | Thí sinh                                        |
| Pangasinan (Nhóm 1)              | Pangasinan (Nhóm 1)                             |
| -------------------------------- | ----------------------------------------------- |
| 1                                | - Nam Phi – Tamerin Jardine                     |
| 2                                | - Cộng hòa Séc – Tereza Fajksová                |
| 3                                | - Philippines – Stephany Stefanowitz            |
| The Lake Hotel Tagaytay (Nhóm 2) |                                                 |
| 1                                | - Quần đảo Virgin (Mỹ) – Carolyn Whitney Carter |
| 2                                | - Ấn Độ – Prachi Mishra                         |
| 3                                | - Thụy Điển – Camilla Hansson                   |
| SMDC (Nhóm 3)                    |                                                 |
| 1                                | - Guatemala – Stefany Miranda                   |
| 2                                | - Thái Lan – Waratthaya Wongchayaporn           |
| 3                                | - Na Uy – Nina Fjalestad                        |

#### Phần thi trang phục dân tộc
Phần thi được tổ chức ngày 19 tháng 11 tại khách sạn ở Taguig City.
| Kết quả | Thí sinh                              |
| ------- | ------------------------------------- |
| 1       | - Thái Lan – Waratthaya Wongchayaporn |
| 2       | - Nam Phi – Tamerin Jardine           |
| 3       | - Malaysia – Deviyah Daranee          |

#### Hoa hậu Ảnh
Người chiến thắng được công bố ngày 19 tháng 11 năm 2012.
| Kết quả | Thí sinh                          |
| ------- | --------------------------------- |
| 1       | - Venezuela – Osmariel Villalobos |
| 2       | - Ấn Độ – Prachi Mishra           |
| 3       | - Costa Rica – Fabiana Granados   |

#### Hoa hậu Thân thiện
| Kết quả | Thí sinh                             |
| Nhóm 1  | Nhóm 1                               |
| ------- | ------------------------------------ |
| 1       | - Colombia – Cindy Kohn-Cybulkiewicz |
| 2       | - Trung Hoa Đài Bắc – Jen-Ling Lu    |
| 3       | - Cộng hòa Séc – Tereza Fajksová     |
| Nhóm 2  |                                      |
| 1       | - Ấn Độ – Prachi Mishra              |
| 2       | - Hàn Quốc – Kim Sa-ra               |
| 3       | - Guam – Sarah Filush                |
| Nhóm 3  |                                      |
| 1       | - Ý – Giulia Capuani                 |
| 2       | - Đức – Nel-Linda Zublewitz          |
| 3       | - Moldova – Aliona Chitoroaga        |

### Thứ tự công bố
| 1. Nga 2. Nam Phi 3. Đức 4. Venezuela 5. Hàn Quốc 6. Ý 7. Mexico 8. Nepal 9. Scotland 10. Costa Rica 11. Ba Lan 12. Nhật Bản 13. Cộng hòa Séc 14. Brazil 15. Philippines 16. Hoa Kỳ | 1. Cộng hòa Séc 2. Nam Phi 3. Philippines 4. Nepal 5. Nga 6. Venezuela 7. Hoa Kỳ 8. Brazil | 1. Brazil 2. Venezuela 3. Philippines 4. Cộng hòa Séc |

## Phần ứng xử hay nhất
Câu hỏi trong phần thi ứng xử của Hoa hậu Trái Đất 2012: "Theo bạn, khoảnh khắc nào thể hiện rõ nhất vai trò của người phụ nữ?"
Câu trả lời của Hoa hậu Trái Đất 2012: "Chào tất cả mọi người, hiện tại tôi đang rất lo sợ bởi vì tôi không hiểu câu hỏi nên tôi sẽ cố gắng nói thông điệp này: Tôi muốn nói rằng bảo vệ mẹ Trái Đất là nhiệm vụ của mỗi người. Mẹ Trái Đất đã cho chúng ta mọi thứ mà chúng ta cần trong cuộc sống, vậy nên hãy tôn trọng mẹ Trái Đất, Mẹ Trái Đất sẽ tôn trọng lại chúng ta." - Tereza Fajksová, đại diện của Cộng hòa Séc.

## Dẫn chương trình
- Marc S. Nelson
- Sandra Seifert (Á hậu 1 Hoa hậu Trái Đất 2009)
- Ginger Conejero (Á hậu 1 Hoa hậu Trái Đất Philippines 2006)

## Nhạc nền
- Phần mở đầu: "Dance Again Remix" của Jennifer Lopez
- Phần thi áo tắm: "Fashionista" của Jimmy James (Nhạc cụ)
- Phần thi trang phục dạ hội: "Diamonds (Rihanna)" của  Jordan Ware (Violin Remix)

## Scandal của các thí sinh

### Hoa hậu Nga lộ ảnh nóng và phát ngôn gây sốc về quê hương mình
Natalia Pereverzeva, đại diện của Nga đã bị chỉ trích vì chụp ảnh khỏa thân cho Tạp chí Playboy số ra tháng 5 năm 2011 (chỉ 6 tháng trước khi cô đoạt vương miện Hoa hậu Trái Đất Nga). Trước scandal này, Carousel Productions – đơn vị tổ chức Hoa hậu Trái Đất – đã bênh vực Natalia. Đại diện Ban tổ chức cho rằng: "Chúng ta không thể áp đặt tiêu chuẩn văn hóa của chúng ta đối với thí sinh các nước khác. Bởi Miss Earth là một cuộc thi quy mô toàn cầu, Hoa hậu Nga đã được lựa chọn thông qua một hệ thống những tiêu chuẩn hợp pháp ở đất nước cô ấy. Hơn thế nữa, hình ảnh của cô không quá hở hang và phản cảm”.
Ngay sau khi bị phát tán ảnh nóng, Natalia Pereverzeva lại một lần nữa khiến dư luận dậy sóng với phát ngôn công khai chỉ trích đất nước mình. Cô cho biết: "Nước Nga của tôi là một đất nước rộng lớn nhưng nghèo khổ, rách nát bởi những người tham lam, không trung thực, xấu xa đang xâu xé hàng ngày. Đất nước của tôi vô tình trở thành nguồn sống cho những kẻ tham lam, làm giàu trên mồ hôi, công sức của người khác" Thậm chí cô không ngần ngại gọi "Nước Nga của tôi là một kẻ ăn xin".
Sau phát ngôn này, Natalia Pereverzeva cũng vấp phải những luồng ý kiến trái chiều từ dư luận. Có kẻ bênh, có kẻ chỉ trích. Tuy nhiên, lần này, Natalia Pereverzeva thật may khi có khá đông công chúng tỏ ra ủng hộ và cho rằng: "Cô đã sống và nói theo đúng những gì cô ấy nghĩ". Nhiều người cho rằng Natalia Pereverzeva là người đẹp đáng khen vì trung thực với bản thân mình.

### Đại diện của Nam Sudan chê người dân châu Á
Rachel Angeth - đại diện Nam Sudan - mấy ngày gần đây đang khiến dư luận phẫn nộ sau khi cô có những phát ngôn tỏ ra kỳ thị người đồng tính và dân châu Á.
Trên Facebook của mình, Rachel Angeth - thí sinh hiện có mặt tại Philippines tham gia cuộc thi Hoa hậu Trái Đất - đã viết rằng: "Châu Á thật sự là một thế giới của bọn lesbian (đồng tính nữ) và gay (đồng tính nam)... Thật tồi tệ".
Ngay sau khi những lời nhận xét đầy miệt thị này được đăng lên, hoa hậu Nam Sudan năm 2010 đã chịu sự chỉ trích mạnh mẽ từ cộng đồng mạng. Rachel bị đặt cho những biệt danh xấu xí như “người phụ nữ ngu ngốc”. “Thật là một bình luận ngớ ngẩn. Bạn nên xóa ngay status này đi nếu không muốn bị loại khỏi cuộc thi Hoa hậu Trái Đất” - một người bạn trên Facebook khuyên Rachel.
Tại diễn đàn Missosology, nhiều bạn đọc tỏ ra bức xúc với Rachel. “Tại sao cô gái này lại đưa ra những nhận xét khó chịu như vậy. Không hiểu Rachel sẽ cảm thấy thế nào nếu có một ai đó cũng đưa ra những phát ngôn phân biệt đối xử về màu da của cô ấy?” - một bạn đọc viết.
Trước đó, Rachel từng nhận được rất nhiều thiện cảm và cả sự đồng cảm của cư dân mạng khi đăng tải lên Missosology câu chuyện về gia đình mình. Hoa hậu Sudan có một người cha đa thê với 20 người vợ và Rachel đã không được gặp cha từ năm 15 tuổi. Trong khi đó cả bốn anh em trai ruột của cô đều chết vì bệnh tật và chiến tranh.

## Ban giám khảo
| Số thứ tự | Giám khảo           | Chức vụ, nghề nghiệp |
| --------- | ------------------- | --- |
| 1         | Harry Morris        | Vận động viên người Philippines gốc Wales, thành viên của giải Ngoại hạng xứ Wales và Đội trưởng đội bóng bầu dục Philippines, có bằng sinh học biển của Đại học Essex                                      |
| 2         | Lawrence Peña       | Quản lý của khách sạn F1 ở Fort Bonifacio – nơi ở của các thí sinh tham dự cuộc thi |
| 3         | Mayenne Carmona     | Chuyên mục xã hội, nhà văn, tác giả, biên tập sách |
| 4         | Nancy Yeoh          | Truyền thông của Malaysia, giám đốc điều hành của Stylo International Datuk |
| 5         | Bobby Ray Parks Jr. | Vận động viên người Hoa Kỳ gốc Philippines, Cầu thủ bóng rổ MVP từ Đại học Quốc gia, con trai của huyền thoại bóng rổ và Hiệp hội bóng rổ Philippines Bobby Ray                                             |
| 6         | Eddie Tan           | Điều hành kênh STAR World |
| 7         | Allen Roxas         | Chủ tịch của StHRotor Corporation và Versailles Palace |
| 8         | Joseph Foltz        | Cơ quan phát triển Quốc tế Hoa Kỳ, phó giám đốc Năng lượng, Môi trường và Biến đổi Khí hậu |
| 9         | Edward Hagedorn     | Thị trưởng của Puerto Princesa, một quan chức địa phương hàng đầu đã vận động Vườn quốc gia sông ngầm Puerto Princesa nổi tiếng thế giới để được đưa vào danh sách Bảy Kì quan Thiên nhiên Mới của Thế giới |

## Các thí sinh
80 thí sinh tranh tài năm nay:
| Quốc gia/Lãnh thổ    | Thí sinh                 | Tuổi | Chiều cao               | Cân nặng       | Quê hương                  | Nhóm |
| -------------------- | ------------------------ | ---- | ----------------------- | -------------- | -------------------------- | ---- |
| Argentina            | Tatiana Bischof          | 18   | 1,79 m (5 ft 10+1⁄2 in) | 60 kg (132 lb) | Resistencia                | 3    |
| Úc                   | Jenna Seymour            | 21   | 1,68 m (5 ft 6 in)      | 57 kg (125 lb) | Glenmore Park              | 2    |
| Áo                   | Sandra Seidl             | 24   | 1,70 m (5 ft 7 in)      | 48 kg (106 lb) | Viên                       | 1    |
| Bahamas              | Brooke Sherman           | 22   | 1,70 m (5 ft 7 in)      | 54 kg (119 lb) | Freeport                   | 2    |
| Bỉ                   | Madina Hamidi            | 25   | 1,69 m (5 ft 6+1⁄2 in)  | 50 kg (110 lb) | Antwerp                    | 2    |
| Belize               | Jessel Lauriano          | 24   | 1,70 m (5 ft 7 in)      | 56 kg (123 lb) | Thành phố Belize           | 2    |
| Bolivia              | Dayana Dorado            | 18   | 1,75 m (5 ft 9 in)      | 54 kg (119 lb) | Beni                       | 3    |
| Bosna và Hercegovina | Zerina Sirbegovic        | 21   | 1,69 m (5 ft 6+1⁄2 in)  | 52 kg (114 lb) | Srebrenik                  | 1    |
| Botswana             | Lorraine Ditsebe         | 19   | 1,65 m (5 ft 5 in)      | 54 kg (119 lb) | Mochudi                    | 1    |
| Brazil               | Camila Brant             | 22   | 1,75 m (5 ft 9 in)      | 59 kg (130 lb) | Patos de Minas             | 1    |
| Canada               | Valerie Remillard        | 24   | 1,75 m (5 ft 9 in)      | 49 kg (108 lb) | Saint-Félix-de-Valois      | 2    |
| Trung Quốc           | Jin Rong                 | 25   | 1,73 m (5 ft 8 in)      | 52 kg (114 lb) | Bắc Kinh                   | 2    |
| Đài Bắc Trung Hoa    | Jen-Ling Lu              | 23   | 1,70 m (5 ft 7 in)      | 55 kg (121 lb) | Đài Bắc                    | 1    |
| Colombia             | Cindy Kohn-Cybulkiewicz  | 25   | 1,70 m (5 ft 7 in)      | 57 kg (125 lb) | Maicao                     | 1    |
| Quần đảo Cook        | Teuira Napa              | 19   | 1,71 m (5 ft 7+1⁄2 in)  | 57 kg (125 lb) | Avarua                     | 1    |
| Costa Rica           | Fabiana Granados         | 22   | 1,71 m (5 ft 7+1⁄2 in)  | 52 kg (114 lb) | Hojancha                   | 2    |
| Cộng hòa Tự trị Krym | Liudmyla Kuzmina         | 24   | 1,78 m (5 ft 10 in)     | 54 kg (119 lb) | Kiev                       | 1    |
| Cộng hòa Séc         | Tereza Fajksová          | 23   | 1,79 m (5 ft 10+1⁄2 in) | 59 kg (130 lb) | Ivančice                   | 1    |
| Đan Mạch             | Belinda Jensen           | 22   | 1,73 m (5 ft 8 in)      | 61 kg (134 lb) | Tølløse                    | 1    |
| Cộng hòa Dominican   | Rocio Castellanos        | 25   | 1,75 m (5 ft 9 in)      | 61 kg (134 lb) | Santiago de los Caballeros | 3    |
| Ecuador              | Tatiana Torres           | 25   | 1,70 m (5 ft 7 in)      | 54 kg (119 lb) | Cuenca                     | 1    |
| El Salvador          | Yaritza Rivera           | 18   | 1,75 m (5 ft 9 in)      | 59 kg (130 lb) | San Vicente                | 1    |
| Anh                  | Zahida Begum             | 18   | 1,65 m (5 ft 5 in)      | 52 kg (114 lb) | Northumberland             | 1    |
| Fiji                 | Esther Foss              | 21   | 1,78 m (5 ft 10 in)     | 54 kg (119 lb) | Suva                       | 3    |
| Phần Lan             | Kristiina Airi           | 19   | 1,71 m (5 ft 7+1⁄2 in)  | 54 kg (119 lb) | Helsinki                   | 1    |
| Đức                  | Nel-Linda Zublewitz      | 19   | 1,77 m (5 ft 9+1⁄2 in)  | 64 kg (141 lb) | Bünde                      | 3    |
| Guadeloupe           | Sherina van der Koelen   | 19   | 1,71 m (5 ft 7+1⁄2 in)  | 59 kg (130 lb) | Pointe à Pitre             | 2    |
| Guam                 | Sarah Filush             | 24   | 1,63 m (5 ft 4 in)      | 51 kg (112 lb) | Piti                       | 2    |
| Guatemala            | Stefany Miranda          | 23   | 1,71 m (5 ft 7+1⁄2 in)  | 52 kg (114 lb) | Thành phố Guatemala        | 3    |
| Honduras             | Odily Alvarenga          | 22   | 1,65 m (5 ft 5 in)      | 49 kg (108 lb) | San Pedro Sula             | 3    |
| Ấn Độ                | Prachi Mishra            | 24   | 1,74 m (5 ft 8+1⁄2 in)  | 50 kg (110 lb) | Uttar Pradesh              | 2    |
| Indonesia            | Chelsy Liven             | 24   | 1,77 m (5 ft 9+1⁄2 in)  | 60 kg (132 lb) | Tangerang                  | 1    |
| Ý                    | Giulia Capuani           | 22   | 1,78 m (5 ft 10 in)     | 56 kg (123 lb) | Milan                      | 3    |
| Nhật Bản             | Megumi Noda              | 25   | 1,71 m (5 ft 7+1⁄2 in)  | 52 kg (114 lb) | Shiga                      | 1    |
| Kenya                | Fiona Konchellah         | 23   | 1,77 m (5 ft 9+1⁄2 in)  | 56 kg (123 lb) | Nairobi                    | 3    |
| Hàn Quốc             | Kim Sa-ra                | 24   | 1,75 m (5 ft 9 in)      | 55 kg (121 lb) | Seoul                      | 2    |
| Kosovo               | Ajshe Babatinca          | 18   | 1,70 m (5 ft 7 in)      | 55 kg (121 lb) | Pristina                   | 2    |
| Liban                | Patricia Geagea          | 21   | 1,68 m (5 ft 6 in)      | 57 kg (125 lb) | Beirut                     | 2    |
| Malaysia             | Deviyah Daranee          | 21   | 1,73 m (5 ft 8 in)      | 50 kg (110 lb) | Kuala Lumpur               | 3    |
| Malta                | Yasmin Falzon            | 21   | 1,70 m (5 ft 7 in)      | 49 kg (108 lb) | Valletta                   | 3    |
| México               | Paola Aguilar Concha     | 20   | 1,70 m (5 ft 7 in)      | 52 kg (114 lb) | Yucatan                    | 3    |
| Moldova              | Aliona Chitoroaga        | 24   | 1,71 m (5 ft 7+1⁄2 in)  | 53 kg (117 lb) | Chișinău                   | 3    |
| Mông Cổ              | Battsetseg Turbat        | 21   | 1,78 m (5 ft 10 in)     | 55 kg (121 lb) | Ulan Bator                 | 1    |
| Nepal                | Nagma Shrestha           | 21   | 1,83 m (6 ft 0 in)      | 60 kg (132 lb) | Kathmandu                  | 2    |
| Hà Lan               | Shauny Bult              | 21   | 1,75 m (5 ft 9 in)      | 61 kg (134 lb) | Boxtel                     | 2    |
| New Zealand          | Gloria Ofa Blake         | 20   | 1,73 m (5 ft 8 in)      | 52 kg (114 lb) | Auckland                   | 1    |
| Nicaragua            | Braxis Alvarez           | 25   | 1,71 m (5 ft 7+1⁄2 in)  | 54 kg (119 lb) | Río San Juan               | 1    |
| Bắc Ireland          | Ciara Walker             | 20   | 1,70 m (5 ft 7 in)      | 50 kg (110 lb) | Derry                      | 2    |
| Na Uy                | Nina Fjalestad           | 19   | 1,71 m (5 ft 7+1⁄2 in)  | 50 kg (110 lb) | Asker                      | 3    |
| Pakistan             | Zanib Naveed †           | 25   | 1,73 m (5 ft 8 in)      | 51 kg (112 lb) | Lahore                     | 3    |
| Panama               | Ana Lorena Ibáñez        | 26   | 1,74 m (5 ft 8+1⁄2 in)  | 54 kg (119 lb) | Penonomé                   | 2    |
| Paraguay             | Alexandra Fretes         | 24   | 1,78 m (5 ft 10 in)     | 60 kg (132 lb) | Asunción                   | 3    |
| Philippines          | Stephany Stefanowitz     | 23   | 1,75 m (5 ft 9 in)      | 57 kg (125 lb) | Quezon                     | 1    |
| Ba Lan               | Justyna Rajczyk          | 20   | 1,73 m (5 ft 8 in)      | 50 kg (110 lb) | Poznań                     | 1    |
| Puerto Rico          | Darli Pacheco            | 23   | 1,85 m (6 ft 1 in)      | 61 kg (134 lb) | Toa Baja                   | 1    |
| Réunion              | Aïsha Valy               | 22   | 1,74 m (5 ft 8+1⁄2 in)  | 50 kg (110 lb) | Entre-Deux                 | 1    |
| Romania              | Iulia Monica Dumitrescu  | 20   | 1,68 m (5 ft 6 in)      | 52 kg (114 lb) | Cluj-Napoca                | 3    |
| Nga                  | Natalia Pereverzeva      | 24   | 1,71 m (5 ft 7+1⁄2 in)  | 50 kg (110 lb) | Kursk                      | 3    |
| Scotland             | Sara Pender              | 22   | 1,75 m (5 ft 9 in)      | 60 kg (132 lb) | Lanarkshire                | 2    |
| Singapore            | Phoebe Tan               | 24   | 1,73 m (5 ft 8 in)      | 55 kg (121 lb) | Singapore                  | 1    |
| Slovakia             | Martina Grešov           | 26   | 1,71 m (5 ft 7+1⁄2 in)  | 50 kg (110 lb) | Humenné                    | 1    |
| Slovenia             | Anjeza Barbatovci        | 21   | 1,74 m (5 ft 8+1⁄2 in)  | 54 kg (119 lb) | Ljubljana                  | 3    |
| Nam Phi              | Tamerin Jardine          | 25   | 1,79 m (5 ft 10+1⁄2 in) | 54 kg (119 lb) | Sandton                    | 1    |
| Nam Sudan            | Rachel Angeth            | 21   | 1,70 m (5 ft 7 in)      | 65 kg (143 lb) | Juba                       | 3    |
| Tây Ban Nha          | Nathalia Moreira         | 20   | 1,73 m (5 ft 8 in)      | 55 kg (121 lb) | Madrid                     | 2    |
| Sri Lanka            | Chathurika Ariyawansha   | 25   | 1,70 m (5 ft 7 in)      | 45 kg (99 lb)  | Colombo                    | 3    |
| Thụy Điển            | Camilla Hansson          | 23   | 1,71 m (5 ft 7+1⁄2 in)  | 53 kg (117 lb) | Stockholm                  | 2    |
| Thụy Sĩ              | Lea Sara Wittwer         | 21   | 1,66 m (5 ft 5+1⁄2 in)  | 54 kg (119 lb) | Bern                       | 1    |
| Tanzania             | Bahati Chando            | 20   | 1,65 m (5 ft 5 in)      | 50 kg (110 lb) | Dar es Salaam              | 2    |
| Thái Lan             | Waratthaya Wongchayaporn | 19   | 1,72 m (5 ft 7+1⁄2 in)  | 47 kg (103 lb) | Songkhla                   | 3    |
| Trinidad và Tobago   | Amryl Nurse              | 22   | 1,80 m (5 ft 11 in)     | 61 kg (134 lb) | Chickland                  | 1    |
| Thổ Nhĩ Kỳ           | İlknur Melis Durası      | 22   | 1,80 m (5 ft 11 in)     | 59 kg (130 lb) | Istanbul                   | 2    |
| Ukraine              | Ievgeniia Prokopenko     | 25   | 1,73 m (5 ft 8 in)      | 53 kg (117 lb) | Sumy                       | 3    |
| Uruguay              | Cynthia Kutscher         | 22   | 1,70 m (5 ft 7 in)      | 54 kg (119 lb) | Salto                      | 2    |
| Hoa Kỳ               | Siria Bojorquez          | 19   | 1,83 m (6 ft 0 in)      | 57 kg (125 lb) | El Paso                    | 2    |
| Quần đảo Virgin (Mỹ) | Carolyn Whitney Carter   | 22   | 1,73 m (5 ft 8 in)      | 48 kg (106 lb) | Christiansted              | 2    |
| Venezuela            | Osmariel Villalobos      | 24   | 1,74 m (5 ft 8+1⁄2 in)  | 54 kg (119 lb) | Maracaibo                  | 2    |
| Việt Nam             | Đỗ Hoàng Anh             | 18   | 1,76 m (5 ft 9+1⁄2 in)  | 59 kg (130 lb) | Hà Nội                     | 3    |
| Wales                | Zoë Kinsella             | 20   | 1,65 m (5 ft 5 in)      | 50 kg (110 lb) | Cardiff                    | 3    |
| Zimbabwe             | Dimitra Markou           | 18   | 1,71 m (5 ft 7+1⁄2 in)  | 52 kg (114 lb) | Bulawayo                   | 2    |

## Chú ý

### Tham gia lần đầu
- Quần đảo Cook
- Moldova
- Réunion

### Trở lại
- Tham dự lần cuối vào năm 2004:
  -  Uruguay
- Tham dự lần cuối vào năm 2007:
  -  Fiji
- Tham dự lần cuối vào năm 2008:
  -  Phần Lan
- Tham dự lần cuối vào năm 2009:
  -  Argentina
- Tham dự lần cuối vào năm 2010:
  -  Costa Rica
  -  Kenya
  -  Malta
  -  Mông Cổ
  -  Nicaragua
  -  Ba Lan
  -  Nam Sudan

### Bỏ cuộc
- Aruba
- Chile
- Curaçao
- Estonia
- Pháp
- Hồng Kông
- Ghana
- Ireland
- Israel
- Latvia
- Luxembourg
- Ma Cao
- Madagascar
- Martinique
- Nigeria
- Bồ Đào Nha

### Không tham gia
- Hungary – Alexandra Kocsis
- Peru – Miluska Huaroto
- Quần đảo Turks và Caicos – Carlisa Williams

### Thay thế
- Đài Bắc Trung Hoa – Tien-Jung Kuo được thay thế bởi Jen-Ling Lu không rõ lý do.[86]
- Cộng hòa Dominican – Alba Aquino không thể tham gia vì bị bãi nhiệm; được thay thế bởi Rocío Castellanos.
- Ecuador – Estefanía Realpe được thay thế bởi Tatiana Torres do bị tước vương miện.[91]
- Guadeloupe – Feh Rosseau Nyamndi được thay thế bởi Sherina Vanderkoeelen không rõ lý do.[86]
- Liban – Eliane khawand được thay thế bởi Patricia Geagea không rõ lý do.[86]
- Mông Cổ – Uyanga Ochirbat được thay thế bởi Battsetseg Turbat không rõ lý do.[86]
- Tây Ban Nha – Joanna Guianolini được thay thế bởi Nathalia Moreira.

### Tham gia nhiều cuộc thi
Những thí sinh tham gia các cuộc thi khác:
| Hoa hậu Hoàn vũ - 2013: Costa Rica – Fabiana Granados (Top 16) - 2014: Thụy Điển – Camilla Hansson - 2016: Quần đảo Virgin (Mỹ) – Carolyn Whitney Carter - 2017: Nepal – Nagma Shrestha Hoa hậu Thế giới - 2009: Kenya – Fiona Konchellah - 2010: Belize – Jessel Lauriano - 2010: Quần đảo Virgin (Mỹ) – Carolyn Whitney Carter - 2013: Guadeloupe – Sherina van der Koelen Hoa hậu Quốc tế - 2010: Kenya – Fiona Konchellah - 2013: El Salvador – Yaritza Rivera - 2014: Hà Lan – Shauny Bult Hoa hậu Liên lục địa - 2009: Brazil – Camila Brant Hoa hậu Địa cầu Quốc tế - 2011: Na Uy – Nina Fjalestad (Chiến thắng) Hoa hậu Hòa bình Quốc tế - 2013: Moldova – Aliona Chitoroaga Hoa hậu Siêu quốc gia - 2010: Paraguay – Alexandra Fretes - 2011: Quần đảo Virgin (Mỹ) – Carolyn Whitney Carter - 2014: Liban – Patricia Geagea |